# Aeroportul Kulik Lake
Aeroportul Kulik Lake (IATA: LKK, ICAO: PAKL, FAA LID: LKK) este un aeroport din Alaska, Statele Unite ale Americii. Aeroportul a fost tranzitat în 2019 de 1.814 pasageri.
Situat la o altitudine de 219 m, aeroportul dispune de 1 pistă.

## Infrastructură

### Piste
Aeroportul dispune de o singură pistă. Pista 07/25 are suprafața de pietriș și dimensiunile 4.400 picioare × 110 picioare. 